# Witali Jurjewitsch Krawzow
Witali Jurjewitsch Krawzow (russisch Виталий Юрьевич Кравцов; englische Transkription: Vitali Yuryevich Kravtsov; * 23. Dezember 1999 in Wladiwostok) ist ein russischer Eishockeyspieler, der seit Mai 2023 wieder beim HK Traktor Tscheljabinsk aus der Kontinentalen Hockey-Liga (KHL) unter Vertrag steht. Zuvor war der rechte Flügelstürmer in der National Hockey League bei den New York Rangers, die ihn im NHL Entry Draft 2018 an neunter Position ausgewählt hatten, sowie den Vancouver Canucks aktiv.

## Karriere
Witali Krawzow begann seine Karriere als Eishockeyspieler in der Nachwuchsmannschaft von Belyje Medwedi Tscheljabinsk in der Molodjoschnaja Chokkeinaja Liga. Für seinen Stammverein, den HK Traktor Tscheljabinsk, debütierte der Flügelstürmer während der Saison 2016/17 in der Kontinentalen Hockey-Liga (KHL). Dort etablierte er sich in der folgenden Spielzeit 2017/18 und erreichte mit dem Team in den Playoffs das Halbfinale, unterlag dort allerdings dem späteren Meister Ak Bars Kasan. Insgesamt absolvierte er 16 Playoff-Partien, verzeichnete dabei elf Punkte und wurde damit zum drittbesten Scorer seiner Mannschaft. Anschließend wurde Krawzow im NHL Entry Draft 2018 in der ersten Runde als insgesamt neunter Spieler von den New York Rangers aus der National Hockey League (NHL) ausgewählt. Diese statteten ihn im Mai 2019 mit einem Einstiegsvertrag aus, nachdem er eine weitere Saison in Tscheljabinsk verbracht hatte. Während der folgenden Saisonvorbereitung wurde er vorerst an das Farmteam der Rangers abgegeben, das Hartford Wolf Pack aus der American Hockey League (AHL).
In Hartford bestritt Krawzow zu Beginn der Saison 2019/20 fünf Pflichtspiele, ehe er Ende Oktober leihweise nach Tscheljabinsk zurückkehrte. Dieses Leihgeschäft jedoch wurde bereits im Dezember 2019 wieder beendet, sodass der Russe fortan wieder für das Wolf Pack auflief. Dort beendete er die Spielzeit mit 15 Punkten aus 39 Partien, bevor er für die Spielzeit 2020/21 abermals nach Tscheljabinsk verliehen wurde. Anschließend kehrte er nach Nordamerika zurück, wobei er sich erstmals einen Platz im NHL-Aufgebot der Rangers erspielte und schließlich Anfang April 2021 sein Debüt für die „Broadway Blueshirts“ gab. Nachdem er im Oktober desselben Jahres kurz vor dem Saisonbeginn darüber informiert worden war, dass er die Spielzeit 2021/22 zunächst wieder in der AHL beginnen sollte, weigerte sich Krawzow und wurde folglich suspendiert. Im November 2021 wurde er daher erneut an den HK Traktor Tscheljabinsk ausgeliehen, wo er die gesamte Saison 2021/22 verbrachte.
Im Juni 2022 unterzeichnete der Russe einen weiteren Einjahresvertrag bei den Rangers, sodass er die Saison 2022/23 wieder in Nordamerika begann. Dort gelang es ihm jedoch letztlich nicht, sich nachhaltig im Aufgebot der „Broadway Blueshirts“ zu etablieren, sodass er im Februar 2023 an die Vancouver Canucks abgegeben wurde. Im Gegenzug wechselten William Lockwood und ein Siebtrunden-Wahlrecht im NHL Entry Draft 2026 nach New York. Nachdem er die Spielzeit in Vancouver beendet hatte, kehrte Krawzow abermals zum HK Traktor Tscheljabinsk zurück, nun allerdings im Sinne eines festen Vertrages, sodass sein Engagement in Nordamerika vorerst endete.

### International
Sein erstes großes internationales Turnier bestritt Krawzow im Rahmen der U20-Weltmeisterschaft 2019, bei der er mit der U20-Nationalmannschaft Russlands die Bronzemedaille gewann.

## Erfolge und Auszeichnungen
- 2018 KHL-Rookie des Monats März
- 2018 KHL-Rookie des Monats April
- 2019 Bronzemedaille bei der U20-Weltmeisterschaft

## Karrierestatistik
Stand: Ende der Saison 2022/23
(Legende zur Spielerstatistik: Sp oder GP = absolvierte Spiele; T oder G = erzielte Tore; V oder A = erzielte Assists; Pkt oder Pts = erzielte Scorerpunkte; SM oder PIM = erhaltene Strafminuten; +/− = Plus/Minus-Bilanz; PP = erzielte Überzahltore; SH = erzielte Unterzahltore; GW = erzielte Siegtore; 1 Play-downs/Relegation; Kursiv: Statistik nicht vollständig)